# Dogłos
Dogłos – zjawisko stopniowego narastania energii dźwięku w pomieszczeniu po zapoczątkowaniu emisji tego dźwięku przez źródło. Zjawisko związane jest z występowaniem dużej liczby fal odbitych od powierzchni pomieszczenia. Dogłos jest czasem, jaki minął od pojawienia się dźwięku bezpośredniego aż do osiągnięcia przez ten dźwięk (wraz z jego wielokrotnymi odbiciami) maksymalnego natężenia.
Zjawiskiem odwrotnym (wybrzmiewania dźwięku po zaniku emisji przez źródło) jest pogłos, przy czym dogłos jest zjawiskiem o wiele krótszym od pogłosu i zasadniczo nie jest wyczuwany przez zmysł słuchu człowieka, przez co zazwyczaj nie ma znaczenia w praktyce budowlanej projektowania pomieszczeń.